# ناحیه کارپ لیک، شهرستان انتوناگون، میشیگان
ناحیه کارپ لیک (به انگلیسی: Carp Lake Township) یک منطقهٔ مسکونی در ایالات متحده آمریکا است که در شهرستان انتوناگون، میشیگان واقع شده‌است.
 ناحیه کارپ لیک  ۷۲۲ نفر جمعیت دارد و ۳۱۳ متر بالاتر از سطح دریا واقع شده‌است.